# Federación Española de Mujeres Directivas, Ejecutivas, Profesionales y Empresarias
La Federación Española de Mujeres Directivas, Ejecutivas, Profesionales y Empresarias (Fedepe), creada en 1987, es una organización sin ánimo de lucro que promueve el liderazgo femenino. En sus asociaciones federadas se integran 23.000 mujeres profesionales de todos los sectores de actividad, de diversos niveles, distintas ideologías y diversas zonas geográficas de España, que aúnan esfuerzos para conseguir la igualdad de oportunidades en la alta dirección.
FEDEPE defiende el papel protagonista de la mujer y trabaja para que se reconozca su talento y liderazgo en el entorno profesional, académico e institucional. Rechaza las brechas y barreras que impiden el acceso en igualdad de condiciones a los puestos directivos y de influencia.
FEDEPE cuenta entre sus fines con trabajar por la concienciación y el cambio social, para lograr un modelo de liderazgo más cercano a sus valores; participar en foros académicos, institucionales y empresariales, nacionales e internacionales y crear redes de colaboración y formación de mujeres.
Desde 2012 tiene el estatus consultivo de Naciones Unidas lo que permite a la Federación participar en reuniones, eventos, conferencias y actividades de la ONU y de su Consejo Económico y Social (ECOSOC). Es una Entidad de Utilidad Pública por el Gobierno de España. Tiene su sede en Madrid. Su presidenta es la empresaria Ana Bujaldón Solana, que fue reelegida en el año 2019 por una gran mayoría de asociadas.
FEDEPE forma parte del Consejo de Participación de la Mujer y del Observatorio de Igualdad de la Corporación de RTVE.

## Historia
Los orígenes de FEDEPE se remontan a 1987, cuando un grupo de mujeres decide organizarse para agrupar a empresarias, directivas, ejecutivas y profesionales de todos los sectores, tanto empresariales como de la administración pública. La federación fue pionera en la promoción de un entorno profesional que garantizara el desarrollo profesional de las mujeres así como su acceso a puestos de dirección y responsabilidad en condiciones de plena igualdad.

## Galardones recibidos
- Premio AENOA 2015 de Apoyo a la mujer en la integración y desarrollo empresarial.
- Premio para Racionalizar los Horarios españoles. 2016
- Premio Ciudadanos. 2018
- Premio AMEP a la promoción de la mujer. 2019

## Objetivos
El principal objetivo de FEDEPE es conseguir un entorno profesional y empresarial en el que reparto de poderes sea acorde a una sociedad en la que las mujeres suponen la mitad de la población. FEDEPE pretende lograr que las grandes empresas interioricen que es una gran ventaja aplicar criterios de igualdad de género y diversidad en todos los escalones del organigrama hasta alcanzar una equidad natural en alta dirección.
Los objetivos de FEDEPE se definen en torno a varios ejes estratégicos de acción:
•	Acceso de mujeres a puestos de responsabilidad. Pese a la recomendación del CNMV de llegar a un 30% de representación de las mujeres en los consejos de las grandes empresas en 2020, los datos constatan la lentitud de los avances en materia de igualdad. Las mujeres representan el 52% de la fuerza laboral pero el techo de cristal persiste, como muestran las cifras: apenas el 20 % ocupan puestos de responsabilidad.
•	Visibilización de los valores del liderazgo femenino. Estudios recientes corroboran que los valores que aporta la gestión liderada por mujeres redundan en beneficios para la empresa. FEDEPE trabaja para poner en valor las competencias propias del liderazgo femenino en el nuevo contexto económico global y digital.
•	Ruptura de la brecha salarial. La brecha salarial en Europa se sitúa en el 16'4% en Europa, según datos de Eurostat, y es uno de los indicadores de la desigualdad entre hombres y mujeres en el mercado laboral.
•	Necesidad de medidas por la conciliación y corresponsabilidad, como el establecimiento de horarios racionales. Las mujeres siguen asumiendo la mayor parte de las responsabilidades familiares y domésticas, como reflejan las encuestas sobre los usos del tiempo de hombres y mujeres del INE. Favorecer un reparto equitativo y promover la corresponsabilidad en los cuidados es una condición fundamental para conseguir la igualdad en el entorno laboral.
•	Apoyo a emprendedoras. Las emprendedoras suponen el 35'2% de los autónomos y una parte significativa del crecimiento del colectivo. Apoyar la iniciativa emprendedora de las mujeres es uno de los ejes estratégicos de FEDEPE.

## Actividades
Las actividades de FEDEPE van dirigidas a la creación de conocimiento, formación y consolidación de redes de trabajo.
• Formación: FEDEPE apoya programas, seminarios y planes concretos en relación directa con entidades como el ICEX, la Oslo Business School, Telefónica Open Future_ o La Caixa. Destaca Mprende+21,[7] un programa completo de acompañamiento experto de 6 meses a 50 proyectos emprendedores seleccionados entre 700 y liderados por mujeres. Los programas Donna Vola e Igualdad y Conciliación: tres ediciones nacionales y una en Castilla-La Mancha.
• Creación y difusión de conocimiento: Además de organizar Encuentros-Coloquio para abordar temas de interés y actualidad, FEDEPE participa en jornadas, seminarios y mesas redondas organizadas por entidades de referencia.
• Colaboración global: En el periodo 2015-2019, FEDEPE ha participado en la Cumbre sobre la Condición Social y Jurídica de la Mujer de la ONU en Nueva York.
En paralelo, ha organizado el Side Events en el Instituto Cervantes de Nueva York en donde se han abordado temas del máximo interés como “Iniciativas para impulsar el empoderamiento económico y liderazgo femenino” (2015) “Mujeres que Mueven el Mundo. Oportunidades de crecimiento económico sostenible con el Liderazgo Femenino” (2016) “El acoso a la mujer en el ámbito profesional: poder y silencio” (2018) “El gran reto económico mundial: estrategias para integrar el talento femenino en la revolución 4.0” (2019).
También ha participado en el proyecto “Grow in Africa” y en la Conferencia “FEDEPE, 30 años de liderazgo femenino”, en la Universidad Estatal de Montclair en USA.
Forma parte la Women Entrepreneurship Platform[8] y la Global Board Ready Women.[9]
• Trabajo en red: FEDEPE trabaja en colaboración con entidades y asociaciones como la Fundación Vicente Ferrer, la Fundación Bertelesmann, la Unión de Asociaciones de Trabajadores Autónomos y Emprendedores (UATAE), la Asociación para la Racionalización de los Horarios Españoles (ARHOE), el Instituto Cervantes o la Fundación ONCE. Ha participado en la creación del Día de las Escritoras junto a la Biblioteca Nacional de España y la Asociación Clásicas y Modernas. Además, forma parte de la junta directiva de la Confederación Española de Directivos y Ejecutivos (CEDE).
FEDEPE colabora con Conferencia de Rectores de las Universidades de España (CRUE), la Sociedad Civil, la Asociación para la Difusión y Promoción del Patrimonio Mundial de España y la Fundación Independiente.
• Networking femenino: Desde 2011, el programa Evoluciona[10] ha ofrecido coaching en liderazgo en más de veinte ciudades de España, constituyéndose además como punto de encuentro entre mujeres profesionales. FEDEPE apuesta por la creación de comunidades de mujeres como herramienta para crecer en sus sectores de actividad.
• Medios de comunicación: Presencia regular en los medios de comunicación a través de su presidenta, en donde FEDEPE se ha convertido en la referencia informativa sobre los temas de Igualdad. Ana Bujaldón participa semanalmente en la tertulia “Ellas Pueden” de Radio Nacional de España.

## Premios FEDEPE
Los Premios FEDEPE son otorgados anualmente con el objetivo de premiar y hacer visibles a las mujeres directivas, profesionales y empresarias, reconociendo públicamente su carrera y trayectoria profesional. Estos galardones premian también a instituciones, empresas y medios de comunicación que hayan impulsado el papel de la mujer en el ámbito laboral.
Los premios FEDEPE se celebran desde 1989, cuando se crearon con una categoría única y carácter bianual. Desde 1995, los premios se celebran cada año y han ido diversificando sus categorías hasta llegar a las ocho de 2016, año del 25º aniversario de estos galardones.
Desde 2012 cuentan con el apoyo de la Casa Real, ocupando primero los príncipes y a partir de 2014 S. M. la Reina la Presidencia de Honor de los Premios FEDEPE.